# Sioux Creek, Wisconsin
Sioux Creek là một thị trấn thuộc quận Barron, tiểu bang Wisconsin, Hoa Kỳ. Năm 2010, dân số của thị trấn này là 648 người.